# 1510 год в науке
В 1510 году произошли различные научные и технологические события, некоторые из которых представлены ниже.

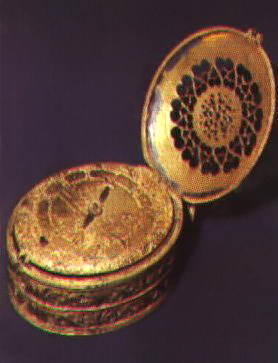
Часы Петера Хенляйна

## События
- Петер Хенляйн сконструировал первые механические часы современного типа[1].

## Публикации
- Шарль де Бовель: «О совершенных числах, о математических розах, о геометрических телах, о геометрических дополнениях» (Quæ in hoc volumine continentur… mathematicum opus quadripartitum : de numeris perfectis, de mathematicis rosis, de geometricis corporibus, de geometricis complementis),

## Родились
См. также: Категория:Родившиеся в 1510 году
- 6 октября — Джон Кайус, английский врач и благотворитель (умер в 1573 году)[2].
- Джованни Филиппо Инграссиас, сицилийский анатом (умер в 1580 году).
- Бернар Палисси,  французский учёный-энциклопедист и художник (умер в 1589 году).
- Амбруаз Паре, французский хирург, один из основоположников современной медицины (умер в 1590 году).
- Франсиско Васкес де Коронадо, испанский исследователь и конкистадор (умер в 1554 году).
- Алоизий Лилий, итальянский астроном и врач, основной разработчик схемы григорианского календаря (умер в 1576 году).

## Скончались
См. также: Категория:Умершие в 1510 году
- 28 февраля — Хуан де ла Коса, испанский исследователь и картограф (род. около 1460 года),